# Сражение при Шлезвиге (1848)
Сражение при Шлезвиге (нем. Schlacht von Schleswig) также известное как Пасхальная битва — второе крупное сражение во время Датско-немецкой войны, произошедшее 23 апреля 1848 года недалеко от Шлезвига в герцогстве Шлезвиг.

## Силы и планы сторон
К третей декаде апреля 1848 года прусские войска в Рендсбурге были усилены гвардейской пехотной бригадой, бригадой линейной пехоты, кавалерийской бригадой и 22 орудиями (около 12 000 человек). Союзные войска, дислоцированные в районе Итцехо — Ноймюнстер — Келлингхузен, насчитывали три пехотные бригады, одну кавалерийскую бригаду, один саперный батальон и 28 орудий (тоже около 12 000 человек). Армия Шлезвиг-Гольштейна имела две пехотные бригады, одну кавалерийскую бригаду и 26 орудий и четыре фрайкора (около 8000 человек). С 13 апреля объединенными немецкими войсками стал командовать прусский генерал от кавалерии Фридрих фон Врангель.
Немецкий план наступления, разработанный прусским генерал-лейтенантом Вильгельмом фон Радзивиллом, заключался в том, чтобы атаковать датскую оборону у Даневерка двумя колоннами и отправить два меньших отряда через Шлей, чтобы взять Миссунде и датскую оборону с тыла и фланга. 20 апреля ганноверский генерал-лейтенант Халкетт получил известие о том, что в планируемом наступлении теперь могут принять участие и союзные войска.
Прусско-немецкие войска были развернуты следующим образом: правое (восточное) крыло состояло из прусской гвардейской пехоты (5000 человек), базировавшейся недалеко от Стентена, к северу от Альт-Дувенштедта, с 10 000 союзных войск в резерве. Хотя немецкие союзные войска не принимали непосредственного участия в самом сражении, их присутствие вынудило датчан занять сугубо оборонительную позицию. Левое (западное) крыло было сосредоточено в Зоргбрюке и состояло из прусской пехотной бригады (7000 человек) с армией Шлезвиг-Гольштейна (6000 человек) в качестве резерва.

## Ход сражения
23 апреля, в пасхальное воскресенье с холодной и дождливой погодой, прусские войска правого крыла с 7 часов утра начали наступление на датские позиции. Датские войска были полностью застигнуты врасплох немецким наступлением и подняли тревогу только около 10 часов утра. Датские источники подчеркивают, что солдаты были подняты по тревоге «прямо с пасхальной службы».
Поскольку правое крыло беспрепятственно продвигалось вперед, командующий решил действовать против Бусдорфа и Фридрихсберга. Юго-восточнее Бусдорфа войска наконец встретились с датским авангардом, завязались тяжелые бои. Датчане были в меньшинстве 3:2, и, наконец, к полудню им пришлось отступить к двум холмам, Гальгенбергу и Рисбьергу.
Генерал Врангель теперь приказал командующему левым крылом генералу Эдуарду фон Бонину атаковать дальше на запад в районе деревни Кляйн-Данневерк, куда последний выдвинул два своих передовых батальона. К этому времени Врангель решил атаковать два небольших холма к северу от Бусдорфа и приказал фон Бонину повернуть назад, чтобы поддержать атаку. Однако приказ дошел только до тыловых частей колонны Бонина.
Теперь датчане контратаковали 1-м и 11-м батальонами против левого крыла прусских войск, которые в это же время атаковали небольшие холмы перед Бусдорфом. Прусские линии начали подаваться, но в этот момент на поле боя вышли арьергардные части Бонина под командованием полковника Штеймца, которые атаковали левый фланг датчан и вынудили их отступить к так называемому Земляничному холму. Фридрихберг был занят пруссаками.
Когда Бонин со своими передовыми батальонами достиг района к югу от Кляйн-Данневерк, то заметил, что почти половина его войск отсутствует. Но, обнаружив датские войска, решил атаковать, что и сделал около 17:30, получив подкрепление из войск Шлезвиг-Гольштейна. Датчане отступили к Хюсбю, а затем к Шуби .
На восточном крыле пруссаки тем временем заняли Земляничный холм, а вокруг поросших кустарником холмов и ферм (Кратбаккерне и Анеттенхёэ) завязались ожесточенные бои. Датчане сплотили свои войска для контратаки, но из-за ошибки коменданта Готторпского замка, опасавшегося за располагавшийся там штаб датчан и приказавшего его эвакуировать, было потеряно время, и контратаку отменили. В связи с создавшимся сложным положением, генерал Ханс Хедеманн приказал отступить.

## Результаты
Потери с датской стороны составили 880 человек, в том числе 170 убитыми и 258 пленными. С немецкой стороны был 41 убитый, 366 раненых и 59 пленных — всего 474 человека. Отступление главных сил датчан 23 апреля в полном порядке произошло до района вокруг Лангзее. Кавалерийская бригада была отведена к Идштедту , а левофланговый корпус — к Ведельшпангу. Затем армия двинулась через Фленсбург, который был оставлен 25 апреля. Большая часть датской армии отступила к Альсену через Сундевитт. Несколько пехотных батальонов и кавалерия остались на материке и продолжили путь на север через Ютландию.
Немецкие войска продолжили свой марш на север 24 апреля, закончившийся коротким арьергардным боем у Оверзее. В результате дивизия Шлезвиг-Гольштейна была направлена в Зундевитт для отражения возможной датской атаки, а прусская и федеральная дивизии продвигались на север. Они достигли Апенраде 28 апреля, форсировали Кенигсау 2 мая и заняли незанятую крепость Фредерисию днем позже. Датские войска, оставшиеся на материке, переправились из Фредерисии, Орхуса и Ольборга на остров Фюн, так что теперь вся Ютландия оказалась практически беззащитной.